# Чуйко, Владимир Алексеевич
Владимир Алексеевич Чуйко (14 января 1937 года, Воронеж, РСФСР, СССР — 13 мая 2018) — организатор промышленности, директор Архангельского ЦБК и Братского ЛПК. Заслуженный работник лесной промышленности Российской Федерации. Один из авторитетнейших деятелей лесопромышленного комплекса России.

## Биография
Сын военнослужащего и учительницы. Учился в школах Харькова, Каунаса, Николаева и г. Ананьев Одесской области.
В 1959 году окончил Киевский политехнический институт (химико-технологический факультет).
Двадцать лет работал на Архангельском ЦБК: рабочий, мастер, директор завода ДСП, с 1970 г. главный инженер, в 1972—1979 директор ЦБК.
С 1979 года зам. министра целлюлозно-бумажной (с 1980 — лесной, целлюлозно-бумажной и деревообрабатывающей, с 1988 лесной) промышленности СССР. Одновременно в 1983—1989 генеральный директор Братского ЛПК.
С 1991 года заместитель председателя правления государственной корпорации по производству лесобумажной продукции «Российские лесопромышленники». С 1992 г. вице-президент и генеральный директор компании «Бумага» корпорации «Российские лесопромышленники». 
В 1993—1995 гг. — первый заместитель председателя государственной компании «Рослеспром». 
С 1997 по 1999 г. — первый заместитель председателя Государственного комитета по лесной промышленности РФ.
С 1999 по 2002 г. — президент Российской ассоциации организаций и предприятий целлюлозно-бумажной промышленности (РАО «Бумпром»).
С 2002 г. — Председатель правления и первый вице-президент РАО «Бумпром».
В рамках XV Петербургского Международного Лесопромышленного Форума был модератором Международной конференции «Российская ЦБП – настоящее и будущее. Первый опыт работы в условиях ВТО».
Академик, секретарь секции «Лесотехнические технологии» Российской инженерной академии.

Владимир Алексеевич Чуйко - своеобразный руководитель, что подкупало в нём особо: никогда своего подчинённого в обиду не давал— профессор А.А. Дрегало, в прошлом рабкор газеты Архангельского комбината

## Награды
- Награждён орденами Октябрьской Революции, Трудового Красного Знамени и орденом Почёта.